# Jacqueline Kennedy Onassis
Jacqueline Lee Bouvier Kennedy Onassis (28 iulie 1929 – 19 mai 1994) a fost soția celui de-al 35-lea Președinte al Statelor Unite, John F. Kennedy, și a fost Prima Doamnă a Statelor Unite în timpul președinției acestuia, din 1961 până la asasinarea lui, în 1963. Mai târziu, a fost căsătorită cu magnatul grec Aristotel Onassis, din 1968 și până la decesul acestuia în 1975. În ultimii 20 de ani de viață, a avut o carieră de succes ca editor de cărți. A murit de cancer limfatic în 1994.

## Galerie

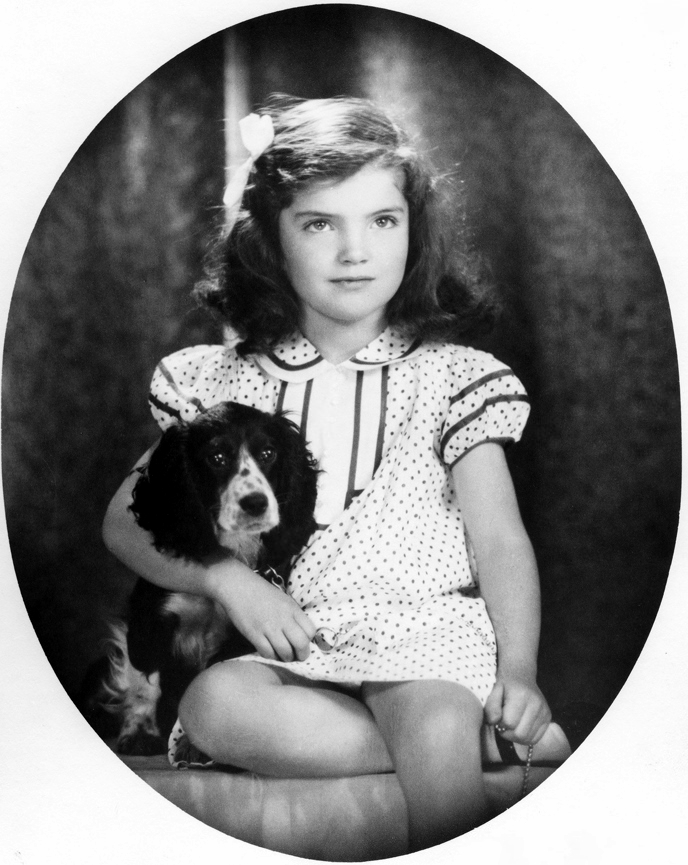
Jacqueline Kennedy (născută Bouvier) în 1935
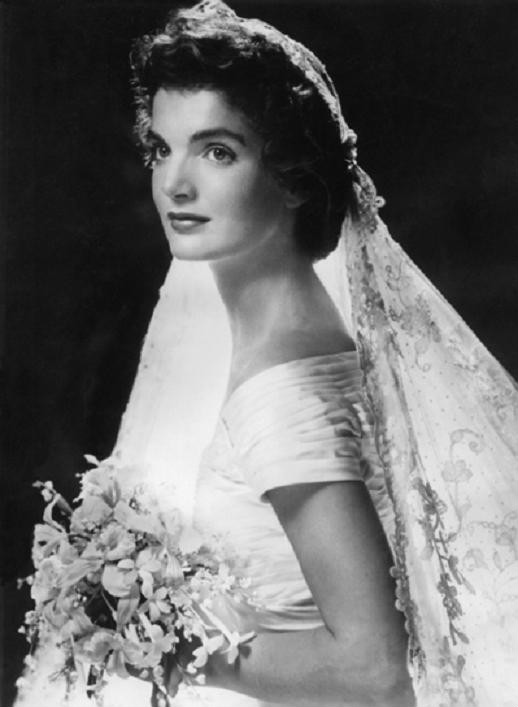
Jackie Kennedy în ziua nunții, 12 septembrie 1953
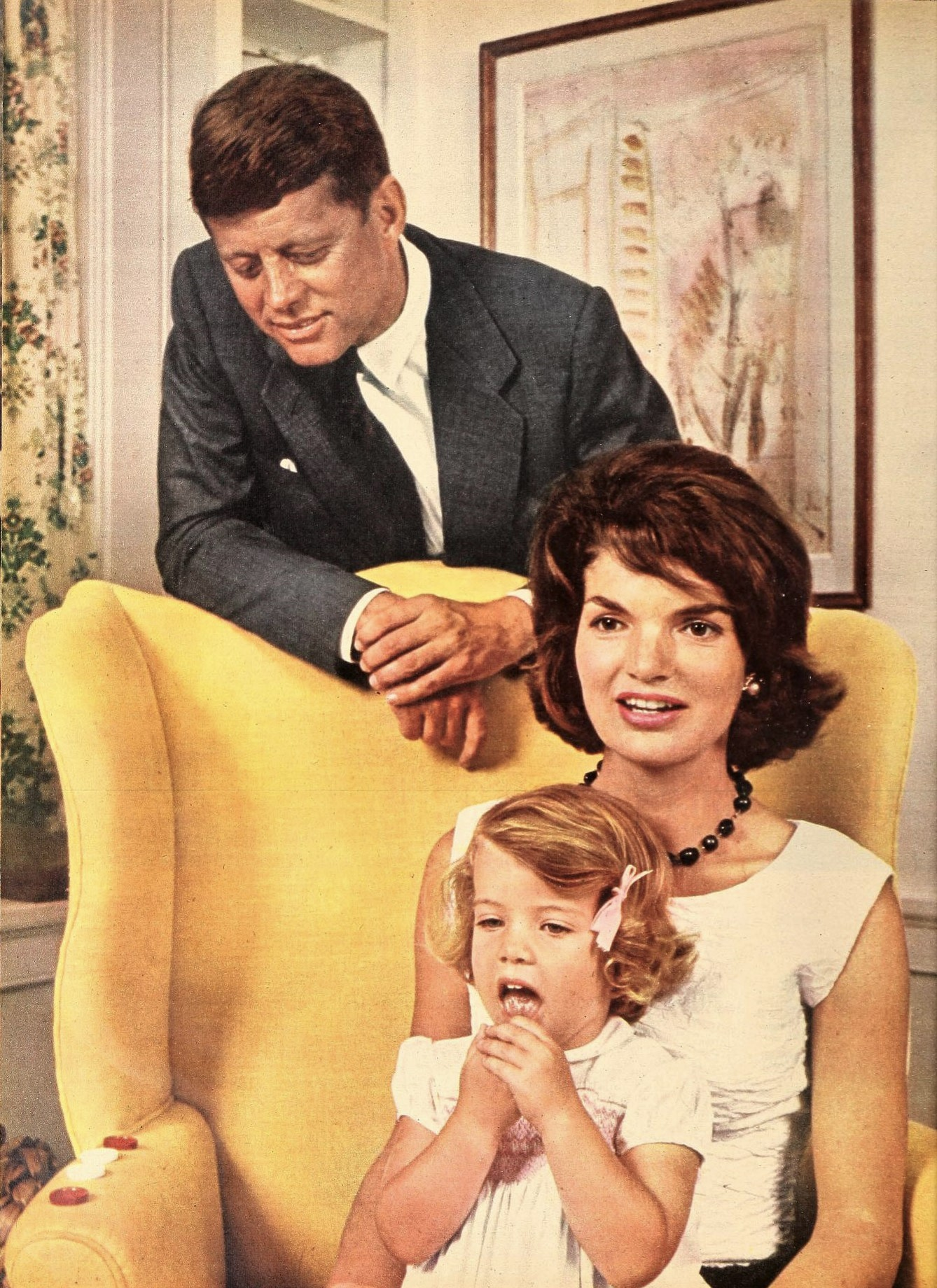
John F. Kennedy, Jacqueline Kennedy și Caroline Kennedy în 1960
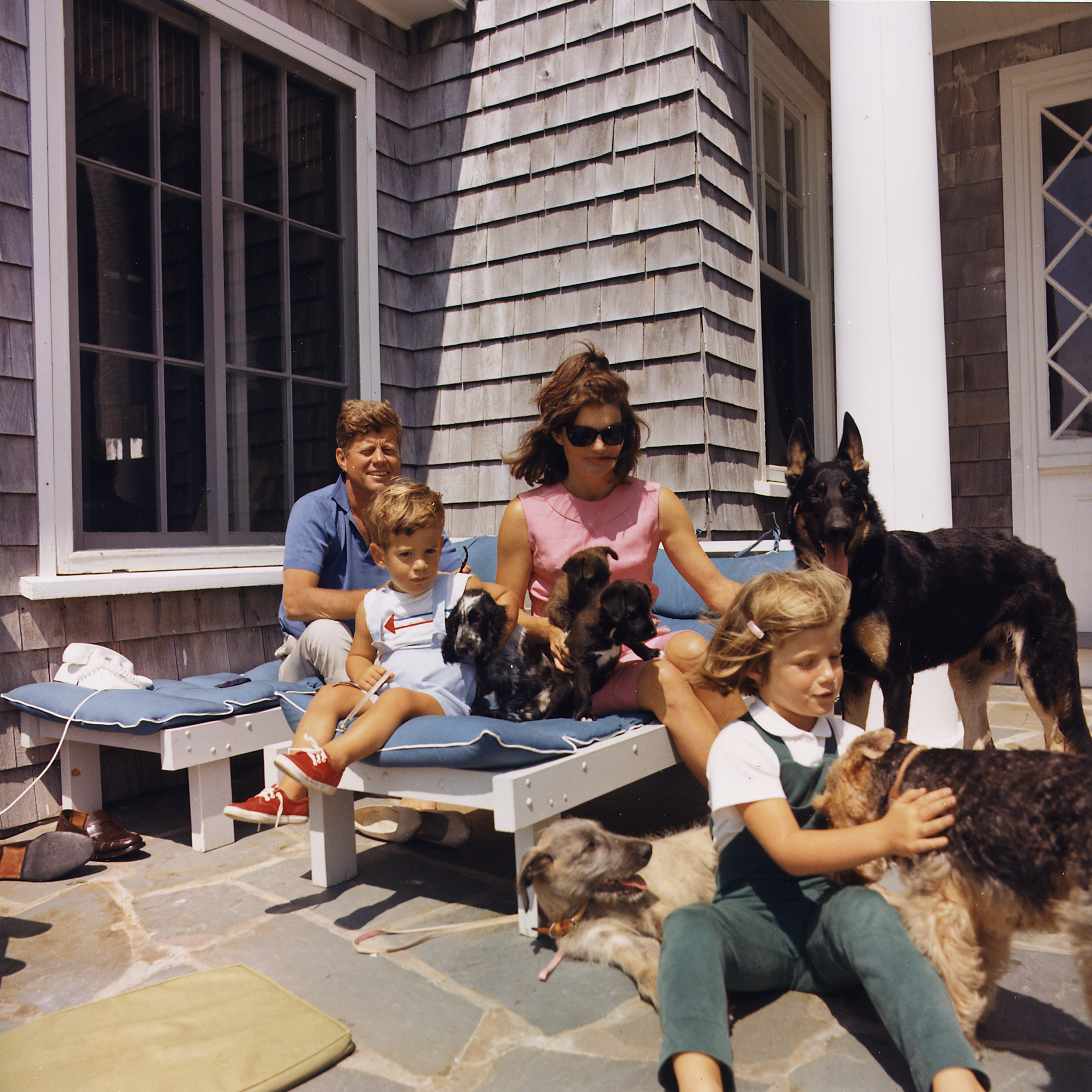
Jackie Kennedy și familia în 1963
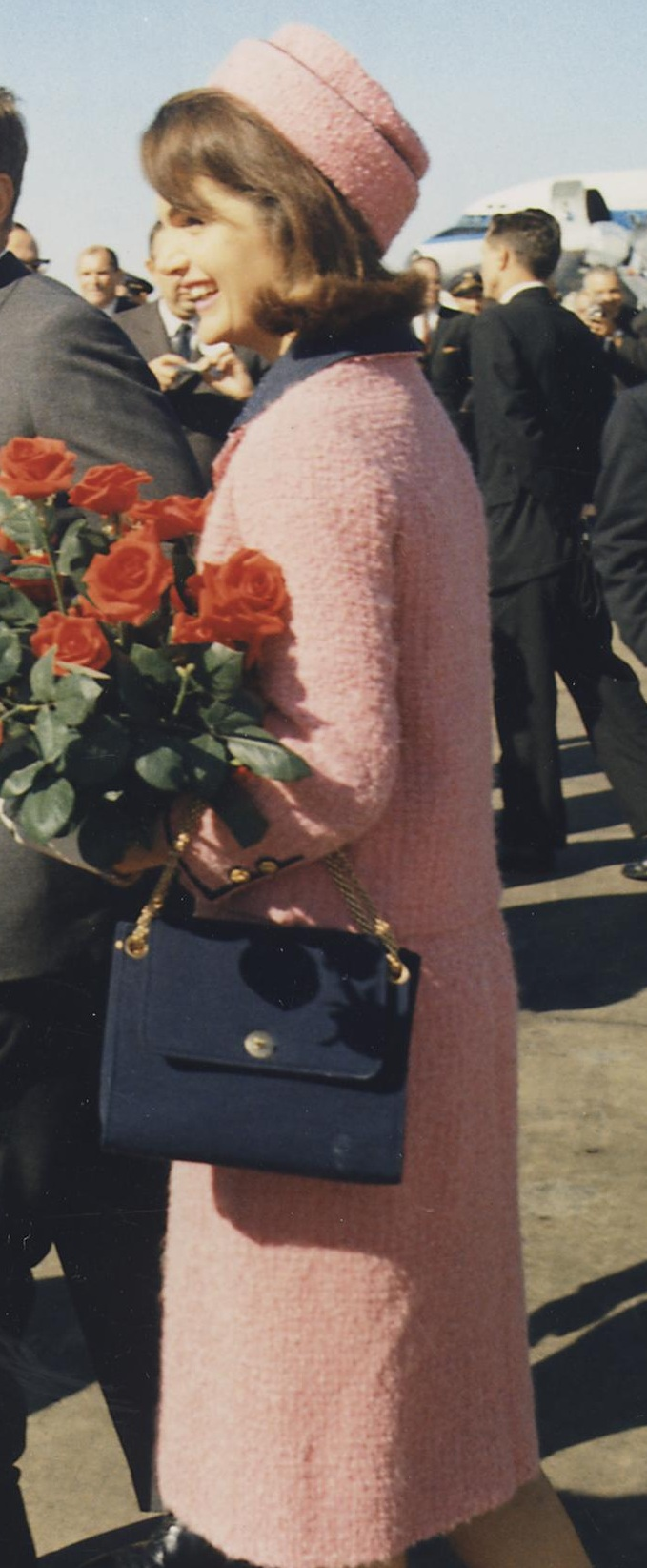
Jacqueline Kennedy în data de 22 noiembrie 1963, ziua asasinării lui JFK
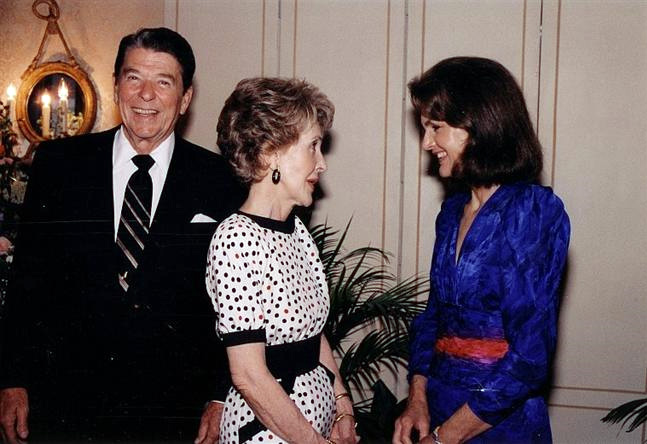
Nancy și Ronald Reagan împreună cu Jacqueline Kennedy în 1985
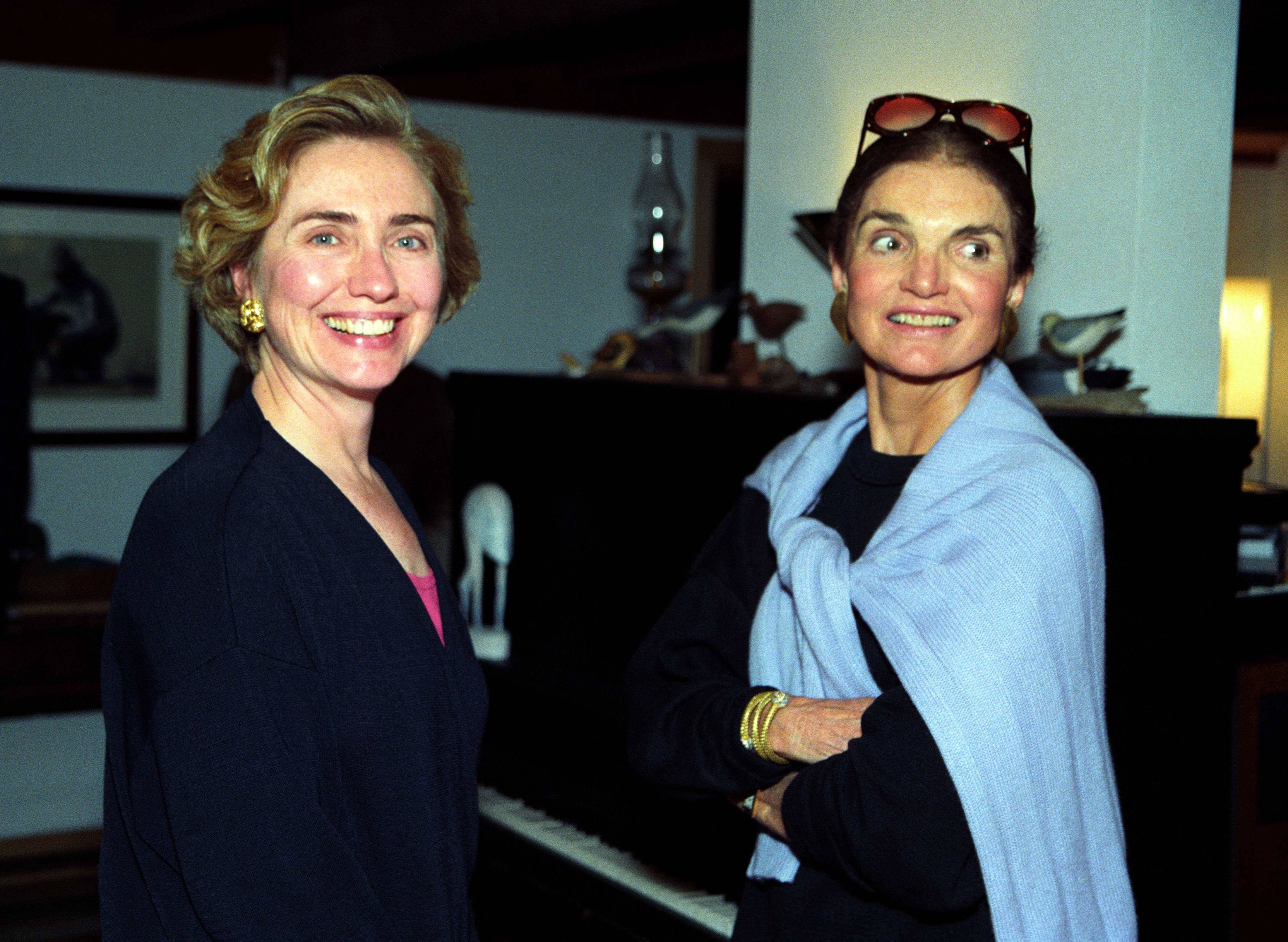
Hillary Clinton și Jackie Kennedy în 1993